# Colegio Alemán de Barcelona

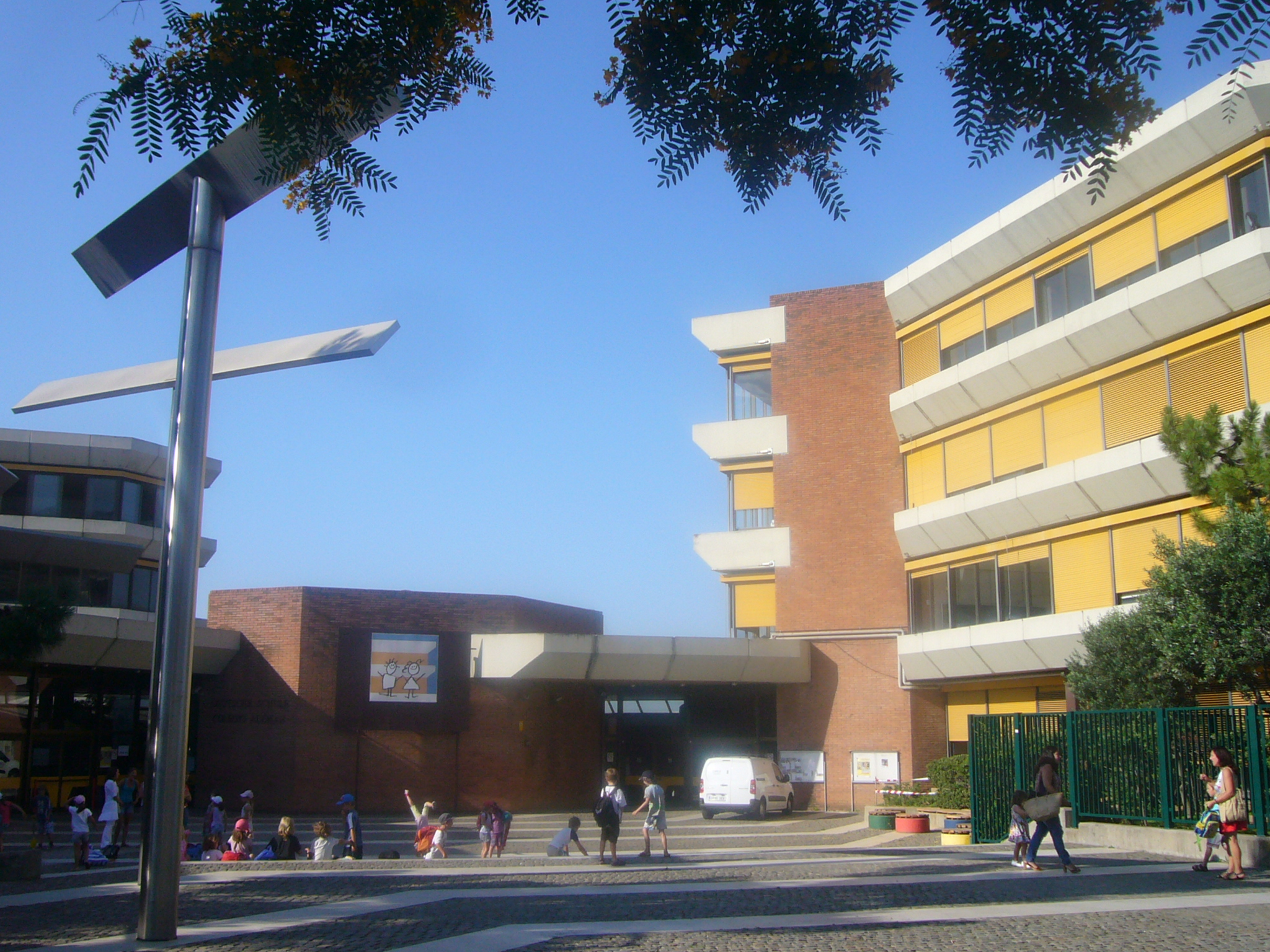
Entrada al Colegio alemán.

El Colegio Alemán de Barcelona (DSB, por sus siglas en alemán, Deutsche Schule Barcelona) es un centro educativo alemán privado. Fundado en 1894, desde 1977 se encuentra situado en la localidad barcelonesa de Esplugas de Llobregat

## Historia
En 1894 el sacerdote de la comunidad evangélica alemana, Otto Amstberg, fundó el Colegio Alemán de Barcelona. En 1901 se separó de la comunidad evangélica y pasó formar parte de la asociación escolar (Schulverein). El primer edificio propio de la escuela fue construido en 1904 en la calle de Santa Ana (actual calle Moià), en unos terrenos de la iglesia evangélica (construida en 1903). En 1910 se iniciaron los cursos vespertinos de alemán para adultos. En 1936, al estallar la guerra civil española, el colegio cerró. En 1939, al terminar la guerra, la escuela se volvió a abrir en el edificio antiguo.
Tras el final de la contienda, el 5 de junio de 1945 se clausuró la escuela por órdenes de los Aliados. En 1947 se crearon dos escuelas alemanas privadas, la Escuela Miramar y el Colegio La Salud, que se fusionaron en 1950. 
En 1955 se reintroduce la realización del Abitur y en 1974 se introduce la realización del Bachillerato mixto, el Abitur conjunto alemán y español. 
En 1977 se trasladó el colegio a las actuales instalaciones de Esplugas de Llobregat. En 2019 se celebró el 125 aniversario del Colegio Alemán de Barcelona.  
Entre los antiguos alumnos del centro destacan Jordi Pujol, Juan Antonio Samaranch, Antoni Tàpies, Óscar Tusquets, Àlex Brendemühl, Paula Gonu y Álvaro Soler.